# John Patrick Shanley

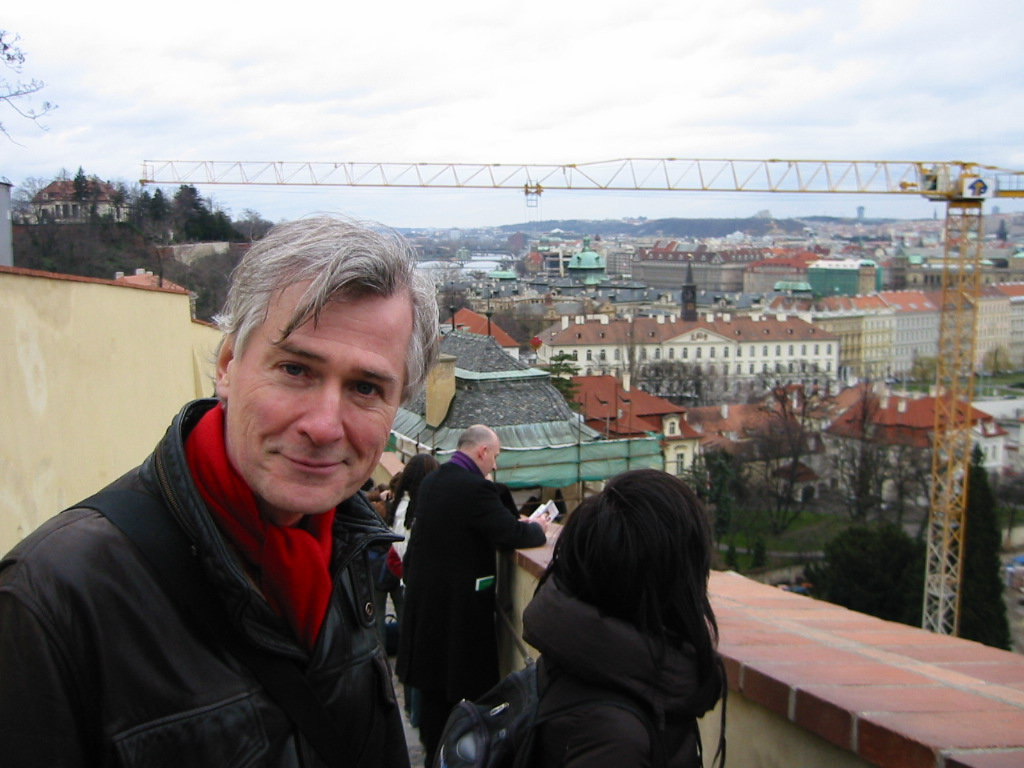
J. P. Shanley v Praze 2007

John Patrick Shanley (* 3. října 1950 Bronx, New York) je americký autor irského původu.

## Život
O místě, kde vyrůstal, říká: „Vyrostl jsem v Bronxu mezi dělníky. V podstatě se jednalo o beztřídní společnost. Peníze nerozhodovaly. Nebyli tam žádní bohatí ani žádné velké domy. Církev a ulice byly jin a jang každodenního života. Celých patnáct let jsem se poflakoval se stejnými padesáti lidmi. Bylo to drsné místo, plné násilí, myšlenkově zaostalé a nakonec zcela zničené drogami.“ V Bronxu 60. let se odehrává jeho první film Five Corners (Pět nároží). Film byl natočen v nezávislé produkci a John Patrik Shanley i oba představitelé hlavních rolí – Jodie Fosterová a John Turturro – za něj získali Independent Spirit Award. Dalším Shanleyho thrillerem, zasazeným do prostředí Bronxu, byl January Man (Lednový muž). Bronx tvoří i pozadí řady Shanleyho divadelních her, v nichž se setkávají postavy z okraje společnosti a hledají naději pro svůj další život. Shanley byl vyloučen z katolické školy v Bronxu, následně navštěvoval soukromou školu v New Hampshire. Když se vrátil do New Yorku, studoval New York University, odkud odešel, aby vstoupil do armády, konkrétně k námořnictvu. Poté se začal profesionálně věnovat psaní, které jej přitahovalo od dětství, kdy vítězil v literárních soutěžích.
Za romantickou komedii Moonstruck (Pod vlivem úplňku) získal Oskara, stejně jako herečky Cher a Olympia Dukakis. V roce 2005 sklidil Shanley celosvětový úspěch hrou Doubt (Pochyby), na téma zneužívání dětí v církevní škole. Hra získala několik ocenění – Pulitzerovu cenu, Drama Desk Award a Tony Award. Světová premiéra se uskutečnila 24. 11. 2004 v off-Broadwayském divadle Manhattan Theatre Club, v květnu 2005 byla inscenace přenesena do Walter Kerr Theatre na Broadway, kde dosáhla vysok0ho počtu 525 repríz. Byla uvedena v řadě zemí, například Austrálii, Číně, Jižní Koreji, Španělsku, Japonsku a jinde. Ve Francii se režie ujal Roman Polanski. Pochyby jsou první částí zamýšlené trilogie o problémech americké společnosti. V roce 2005 následovala hra Defiance (Vzdor), zabývající se rasovými problémy v americké armádě.

## Dílo

### Filmografie
- Five Corners (Pět nároží), USA, 1987, též producent
- Moonstruck (Pod vlivem úplňku), USA, 1987
- January Man (Lednový muž), USA, 1987
- Joe Versus the Volcano (Joe proti sopce), USA, 1990, též režie
- Danny and the Deep Blue Sea (Danny a Roberta), TV adaptace vlastní divadelní hry, Španělsko,1993
- Alive (Přežít), USA,1993, na motivy knihy Pierse Paula Reada
- We‘re Back! A Dinosaur‘s Story (Jsme zpátky! Příběh dinosaurů), USA,1993, animovaný film podle knihy Hudsona Talbotta
- Congo (Kongo), USA,1995, podle románu Michaela Crichtona
- Papillons de nuit (Noční motýli), námět (podle hry Danny and the Deep Blue Sea), Francie2002, scénář: Pascal Bancou, John Pepper
- Live from Baghdad (Živě z Bagdádu), USA, 2002, TV hra podle románu Roberta Wienera, scénář: Robert Wiener, Richard Chapman, John Patrick Shanley, Timothy J. Sexton
- The Red Coat, (Červený kabát), Kanada, 2006, krátkometrážní film
- Bread and Tulips (Chléb a tulipány), USA, 2006, remake italsko-švýcarského filmu z roku 2000
- Doubt (Pochyby), USA, 2008

### Divadelní hry
- Saturday Night at the War (Válka, v sobotu večer), 1978
- George and the Dragon (Jiří a drak), 1979
- Welcome to the Moon (Vítejte na měsíci), jednoaktovka, 1982, tiskem 1984, Welcome to the Moon and Other Plays, Dramatists Play Service, New York
- Danny and the Deep Blue Sea (Danny a hlubiny) 1983, první uvedení 1983 Waterford, Connecticut, tiskem 1984 Dramatists Play Service, New York
- The Red Coat (Červený kabát), jednoaktovka, datace neuvedena, tiskem 1984 Welcome to the Moon and Other Plays, Dramatists Play Service, New York
- Out West (Tam na západě), jednoaktovka, datace neuvedena, tiskem 1984 Welcome to the Moon and Other Plays, Dramatists Play Service, New York
- A Lonely Impulse of Delight (Osamělé nutkání rozkoše), datace neuvedena, jednoaktovka, tiskem 1984 Welcome to the Moon and Other Plays, Dramatists Play Service, New York
- Lets Go Out Into the Starry Night (Vydejme se do hvězdné noci), datace neuvedena, jednoaktovka, tiskem 1984 Welcome to the Moon and Other Plays, Dramatists Play Service, New York
- Down And Out (Bezmocný), datace neuvedena, jednoaktovka, tiskem 1984 Welcome to the Moon and Other Plays, Dramatists Play Service, New York
- Savage In Limbo (Peklo samoty, 1984, první uvedení 1984 Eugene O‘Neill Theater Center Waterford, tiskem 1986 Dramatists Play Service, New York
- The Dreamer Examines His Pillow (Snílek zkoumá svůj polštář), 1985, první uvedení 1985 Waterford, Connecticut, tiskem 1987 Dramatists Play Service, New York
- Italian American Reconciliation (Italsko-americké smíření), 1986, první uvedení 1986 Eugene O‘Neill Theater Center, Waterford, tiskem 1989 Dramatists Play Service, New York
- Women of Manhattan (Ženy z Manhattanu),1986, tiskem 1986 Dramatists Play Service, New York
- All For Charity (Vše pro charitu), 1987, jednoaktovka
- The Big Funk (Velká panika),1990, tiskem 1991 Dramatists Play Service, New York
- Beggars in the House of Plenty (Žebráci v domě nadbytku), 1991, tiskem 1992 Dramatists Play Service, New York
- What Is This Everything? (Co je to, tohle všechno?), 1992
- Kissing Christine (Líbat Christinu), 1995, jednoaktovka, první uvedení 1996 Humana Festival, Actors Theatre of Louisville, tiskem 1996 Humana Festival 1996: The Complete Plays
- Missing Marisa (Ztratit Marisu), 1995, jednoaktovka, první uvedení 1995–96 Actors Theatre of Louisville, Humana Festival, tiskem 1996 Humana Festival: The Complete Plays
- Psychopathia Sexualis (Sexuální psychopatie),1995, první uvedení 1995–96 Seattle Repertory Theatre, Seattle, tiskem 1998 Dramatists Play Service, New York
- Where's My Money? (Kde jsou mé peníze?) tiskem Dramatists Play Service, New York 2001
- Cellini, 2001, tiskem Dramatists Play Service, New York
- Dirty Story (Nestoudný příběh), 2003, tiskem Dramatists Play Service, New York
- Doubt (Pochyby), 2004, první uvedení 2004 Manhattan Theatre Club, New York, tiskem Theatre Communications Group, USA
- Sailor's Song (Námořníkova píseň), 2004, tiskem Dramatists Play Service, New York
- Four Dogs and a Bone and the Wild Goose (Čtyři psi, jedna kost a divoká husa), 2004, tiskem Dramatists Play Service, New York
- Defiance (Vzdor), 2005, první uvedení 2006 Manhattan Theatre Club, New York, tiskem 2007 Dramatists Play Service, New York